# Cheney (Washington)
Cheney (ˈtʃiːni) ist eine City im Spokane County im US-Bundesstaat Washington. Zum United States Census 2020 hatte Cheney 13.255 ständige Bewohner. Die Eastern Washington University hat ihren Sitz in Cheney, und dessen Bevölkerung wächst zeitweise auf etwa 17.600 Menschen, wenn in der Eastern Washington University Vorlesungen stattfinden.

## Geschichte
Nach dem Eisenbahn-Tycoon Benjamin Pierce Cheney aus Boston benannt, wurde Cheney am 28. November 1883 offiziell anerkannt.
Cheney ist stolz auf sein Kleinstadt-Flair, welches durch diverse Einflüsse der Eastern Washington University verbessert wird, einer regionalen öffentlichen Universität mit mehr als 10.000 Vollzeit-Studenten. Die Seattle Seahawks aus der National Football League führten von 1976 bis 1985 und erneut von 1997 bis 2006 die meisten ihrer Trainingslager an der Eastern Washington University durch.
Cheney entwickelte sich zu der heute bekannten Stadt wegen seiner engen Beziehungen zu Bildung, Reit-Trecks und zur Landwirtschaft. Dies bildet die starke ökonomische Basis für die Gemeinde und war das Ergebnis eines viel größeren Ereignisses, das in den Vereinigten Staaten stattfand. 1858 brach der letzte Indianer-Aufstand in Ost-Washington aus. Weil das isolierte Ost-Washington das Gebiet dieser Indianer-Unruhen während der frühen Territorium-Phase war, siedelten sich bis in die 1860er und frühen 1870er Jahre keine Weißen dort an. Im letzten Teil der Dekade wurden die Siedler von mächtigen Vorräten an Wasser und Holz angezogen und die Zusage zu einer Eisenbahnstrecke ließ ihre Häuser nahe einer Gruppe von Quellen in einem Weidengebüsch am Ufer aus dem Boden schießen, wo heute der Bahnhof der Burlington Northern steht.
Der Name der Gemeinde, ursprünglich Section Thirteen wurde zu Willow Springs, danach zu Depot Springs (aufgrund seiner Nähe zur Eisenbahn), dann Billings (zu Ehren eines Präsidenten der Northern Pacific Company) und schließlich zu Cheney zu Ehren von Benjamin Pierce Cheney, einem Direktor der Northern Pacific Railroad.
Benjamin P. Cheney war der älteste Sohn eines Hufschmieds, geboren 1815 in Hillsborough (New Hampshire). Im Alter von 16 begann er als Fahrer einer Postkutsche zwischen Nashua und Keene zu arbeiten. Fünf Jahre später war er Strecken-Agent in Boston und organisierte bald eine Express-Linie zwischen Boston und Montreal. Später vereinigte er diese und weitere Linien zur United States and Canada Express Company, welche er 37 Jahre später mit American Express vereinigte und gleichzeitig der größte Aktionär von American Express wurde. Das einzige Mal, dass Cheney die Stadt Cheney besuchte, war am 18. September 1883 im Gefolge der „Last Spike Ceremony“, was die Vereinigung der Ost- und West-Abteilungen der Eisenbahngesellschaft darstellte. Cheney spendete ein paar Dollar für die Benjamin P. Cheney Academy in der Stadt. Die Bahngesellschaft spendete 3,2 ha (8 ac) Land, so dass die Lehrgebäude gebaut werden konnten. 1880 wurde die Bahnlinie durch die Stadt geführt, und 1883 wurde die Stadt als Gebietskörperschaft anerkannt; die Straßen waren innerhalb eines Dreiecks angelegt, dessen Basis parallel zu den Gleisen verlief. Die Bahngleise liefen jedoch nicht auf einer exakten Ost-West-Linie, so dass die Stadt zum Plan verschoben ist; der neuere Teil von Cheney ist eher nach dem Kompass gebaut.
Nach einer Serie von durch Gesetzgebungs-Vorgänge verursachten Grenzänderungen wurde das Spokane County geschaffen, ohne dass bereits ein County Seat bestimmt worden wäre. Die Konkurrenten um die Ehre waren Cheney und Spokane Falls (heute Spokane). Cheney errang eine Mehrheit der Stimmen, doch aufgrund vermeintlicher Unregelmäßigkeiten bei der Stimmabgabe wurde der Zuschlag Spokane Falls erteilt. Als dies vor Gericht gebracht wurde, entschied ein Richter am Berufungsgericht, die Stimmen müssten neu ausgezählt werden. Die Neuauszählung unterblieb jedoch tatsächlich, und die Einwohner von Cheney nahmen die Dinge in die eigenen Hände.
In einer Nacht, als die Einwohner von Spokane Falls bei einer Galahochzeit weilten, drang eine Abordnung von „Cheneyites“ in das Büro des Prüfers ein und nahm die Bücher in Beschlag; die eigene Nachzählung ergab Cheney als Sieger der Wahl und die Abordnung machte sich samt der Akten in die Dunkelheit auf. Der „große Diebstahl“ wurde nicht bestritten und von einer Gerichtsentscheidung 1881 bestätigt.
Cheney blieb bis 1886 County Seat, als das schneller wachsende Spokane Falls die Sache erneut zur Abstimmung brachte und den Sitz zurückerrang. Von diesem Zeitpunkt an dreht sich die Geschichte von Cheney um das Wachsen der State Normal School, dem späteren Eastern Washington College of Education, welches später zum Eastern Washington State College und schließlich zur Eastern Washington University wurde. Die strenge Ausrichtung von Cheney auf Bau und Vermarktung seines Colleges diente weitestgehend der Wiedererlangung des verlorenen Prestiges nach dem Verlust des County Seat.
Als Washington 1889 Bundesstaat wurde, konnte Cheney die Erlaubnis zur Gründung einer der (bundes-)staatlichen Normalschulen erlangen, was unter dem Mandat des Enabling Act of 1889, also des Gesetzes zur Gründung der Bundesstaaten Washington und Montana und der Teilung von Dakota in North und South Dakota, stand. Das überzeugendste Argument war der faktische Start einer Normalschule mit der Benjamin P. Cheney Academy.
Unstimmigkeiten zwischen Abgeordneten und Gouverneur endeten in drei Vetos zur Beschlagnahme der Normalschule in den folgenden 25 Jahren, doch brachten die Bürger von Cheney jedes Mal die Mittel zum Betreiben des Colleges bis zur nächsten Legislaturperiode auf. Das Wachstum der Cheney Normal School und die Transformation des Grenzlandes in eine lebendige Gemeinde bildeten die Basis für das wechselnde Verhalten in dem Gebiet. Die geistigen Urheber der Kleinstadtatmosphäre waren die Frauen der Grenzer. All ihre Energie, die einst den Westen zum Heim ihrer Familien gemacht hatte, wurde in die Erschaffung einer Vision der bevorzugten Lebensentscheidungen für die Jugend verwandelt.

### DieBattle of Four Lakes
Die Battle of Four Lakes fand am 1. September 1858 etwa fünf Meilen (8 km) nördlich der Stadt Cheney in einer heute als Four Lakes bekannten Gegend statt. Die Battle of Four Lakes war die finale Schlacht in einer zweiphasigen Strafexpedition gegen die Konföderation der Coeur d’Alene, Spokane, Palouse und Nördlichen Paiute aus den Gebieten der heutigen Bundesstaaten Washington und Idaho (die „Confederated Tribes“; dt. „Konföderierte Stämme“), welche im August 1856 begann. Die zwei Phasen der Strafexpedition bilden gemeinsam den Yakima-Krieg und den Spokane–Coeur-d’Alene–Palous-Krieg. Angriffe von Indianern auf US-Truppen im Inland Empire lösten eine Strafexpedition aus, die später Yakima-Krieg genannt wurde, quasi die erste Phase der gesamten Strafexpedition. In der zweiten Phase sandte der Befehlshaber des Department of the Pacific, eines Hauptkommandos der U.S. Army im 19. Jahrhundert, General Newman S. Clarke eine Einheit von Soldaten unter dem Kommando von Colonel George Wright zu Verhandlungen mit den Confederated Tribes aus Washington und Idaho in den heute als Spokane-Coeur d’Alene-Palous-Krieg bekannten Konflikt. Col. Wrights Truppen waren mit den neuesten Waffen gut vorbereitet und griffen Mitglieder der Confederated Tribes unter dem Kommando von Chief Kamiakin etwas nördlich des heutigen Cheney über eine viertägige Periode hinweg an; sie lenkten die Confederated Tribes in die Battle of Four Lakes, woraufhin diese um Frieden ersuchten. Der Krieg wurde auf einer von Col. Wright am Latah Creek (südwestlich von Spokane) am 23. September 1858 einberufenen Ratsversammlung offiziell beendet, welche den Stämmen einen Friedensvertrag aufzwang. Nach diesem Vertrag wurden die meisten Stämme in Reservationen eingewiesen. Es wird berichtet, dass Col. Wright nicht einen Soldaten in der Battle of Four Lakes verlor. Ein an die Schlacht erinnerndes Denkmal wurde 1935 am Ort der Schlacht durch die Spokane County Pioneer Society errichtet. Der Informationsgehalt des Denkmals ist umstritten. Das Denkmal beansprucht, dass eine Einheit von 700 US-Soldaten eine Streitmacht von 5.000 Indianern in der Schlacht besiegte. Viele historische Berichte legen nahe, dass die US-Einheit aus 500 Soldaten und 200 Maultiertreibern und die „Streitmacht“ der Indianer aus nicht mehr als 500 Personen bestand. Nach der Battle of Four Lakes floh Chief Kamiakin nach Kanada. Vor Ort ist die Schlacht auch als Battle of Spokane Plains bekannt, weil sie sich aus dem Four-Lakes-Gebiet in die Ebenen unmittelbar westlich von Spokane und nordöstlich von Cheney ausbreitete. Das Granit-Denkmal der Schlacht ist an der Ecke 1st Street/ Electric Avenue in Four Lakes zu besichtigen.

## Geographie
Cheney liegt in einer Höhe von 717 Metern.
Cheney ist der höchste Punkt der Bahnstrecke zwischen Spokane und Portland und befindet sich oberhalb der sanftesten Steigung vom Spokane Valley zum Columbia Plateau, was der Grund für sein frühes Wachstum und die Eisenbahn-Anbindung war. Die Stadt ist auf den welligen Hügeln der Palouse erbaut und überblickt die Channeled Scablands, die durch die prähistorischen Missoula-Fluten im Süden und Osten geformt wurden. Diese Einöden beinhalten heute Toteisseen und Feuchtgebiete sowie das Turnbull National Wildlife Refuge. Es gibt mehrere Seen, die gemeinsam mit dem Spokane River und dem Little Spokane River in einem Umkreis von etwa 30 Kilometern um Cheney liegen und vielfältige Erholungsmöglichkeiten wie Bootfahren, Schwimmen, Wasserski und Angeln bieten.
Nach dem United States Census Bureau nimmt die Stadt eine Gesamtfläche von 11,14 km² ein, wovon 11,06 km² Land- und der Rest Wasserflächen sind.
Nahegelegene Städte
- Spokane
- Medical Lake
- Airway Heights
- Four Lakes

### Klima
Cheney liegt an der Grenze der semiariden Region, die bis zu den Ausläufern der Rocky Mountains reicht, wo die Sommer heiß und trocken und die Winter kalt, feucht und windig sind.
Winter – relativ kalt, feucht, schnee- und windreich; der Windchill-Faktor kann deutlich unter null liegen und die Temperaturen können zeitweise zweistellige Minusgrade erreichen
Frühjahr – moderate Temperaturen, gelegentlich feucht; sehr windig mit durchschnittlichen Tageshöchsttemperaturen um 20 °C und Nachttemperaturen um 10 °C
Sommer – sehr heiße, trockene Hitze mit wenig oder ohne Niederschlag; die Temperaturen steigen zeitweise deutlich über 37 °C und sinken nachts etwas ab; durchschnittliche Höchsttemperaturen über 30 °C, nach Mitternacht um 15 °C
Herbst – Moderate Temperaturen, manchmal mit wenig oder ohne Niederschlag; die Übergangsperiode vom Sommer zum Winter kann sehr kurz sein; im Ergebnis verlieren die laubabwerfenden Bäume schnell ihre Blätter, scheinbar über Nacht, sie werden nur leicht orange; die mittleren Tageshöchsttemperaturen liegen zwischen 15 und 22 °C und fallen über Nacht auf Werte zwischen 0 und 10 °C
|                        | Jan    | Feb    | Mär    | Apr    | Mai   | Jun   | Jul   | Aug   | Sep   | Okt    | Nov    | Dez    |   |        |
| Mittl. Temperatur (°C) | −2,86  | 0,11   | 3,61   | 8,75   | 12,69 | 16,08 | 20,69 | 19,61 | 15,83 | 9,31   | 2,72   | −0,92  | ⌀ | 8,8    |
| Mittl. Tagesmax. (°C)  | 15,56  | 17,78  | 22,22  | 31,67  | 33,89 | 40,56 | 41,67 | 38,33 | 42,78 | 32,22  | 23,89  | 22,78  | ⌀ | 30,3   |
| Mittl. Tagesmin. (°C)  | −37,22 | −33,89 | −20,00 | −10,00 | −6,11 | −3,33 | −0,56 | −1,11 | −3,89 | −10,00 | −15,56 | −21,11 | ⌀ | −13,5  |
|                        |        |        |        |        |       |       |       |       |       |        |        |        |   |        |
| Niederschlag (mm)      | 57,66  | 45,72  | 34,80  | 26,92  | 38,35 | 35,81 | 14,48 | 11,68 | 24,89 | 38,10  | 60,20  | 56,13  | Σ | 444,74 |
|                        |        |        |        |        |       |       |       |       |       |        |        |        |   |        |
| Regentage (d)          | 13     | 10     | 9      | 7      | 7     | 7     | 3     | 3     | 4     | 7      | 11     | 11     | Σ | 92     |

| −37,22 |

| −33,89 |

| −20,00 |

| −10,00 |

| −6,11 |

| −3,33 |

| −0,56 |

| −1,11 |

| −3,89 |

| −10,00 |

| −15,56 |

| −21,11 |

| −37,22 |

| −33,89 |

| −20,00 |

| −10,00 |

| −6,11 |

| −3,33 |

| −0,56 |

| −1,11 |

| −3,89 |

| −10,00 |

| −15,56 |

| −21,11 |

## Metropolregion

### Downtown Historic District
Etwa vier Blocks vom EWU-Campus entfernt bietet die Historic Downtown Cheney einen traditionellen Mix von Laden- und Dienstleistungsgeschäften sowie Verwaltungsbüros. Die Eastern Washington University, die City of Cheney und die Gemeinschaft der Geschäftsinhaber begründeten 1999 eine Partnerschaft zwischen Universität und Gemeinde, die sie „Pathways to Progress“ (etwa: „Wege zum Fortschritt“) nannten. Pathways to Progress machte sich rasch die Grundsätze und Prinzipien des Ansatzes in der Main Street zur Wiederbelebung der Innenstadt zu eigen, bildete einen Lenkungsausschuss und startete den Prozess zur Bildung einer gemeinnützigen Körperschaft nach Sektion 501(c)(3) im Title 26 des United States Code; Pathways to Progress wurde schließlich nicht nach Sektion 501c(3) registriert.
Sofort nach seiner Gründung ging Pathways to Progress mehrere wichtige Projekte an, darunter Verbesserungen für die Fußgänger entlang der First Street (Main Street) und der College Avenue. Außerdem unterstützte Pathways Gespräche zwischen EWU und einem privaten Investor, die zum Bau der Brewster Hall, einer mehrfach genutzten Studentenunterkunft im Herzen der Innenstadt, führte.
Pathways to Progress ist keine aktive Organisation mehr.
Downtown Cheney hat sich seit diesen Aktivitäten zu einem eher traditionellen „Uni-Bezirk“ entwickelt, der mehrere Gemeindefeste und einen Bauern-Markt ausrichtet und Geschäfte enthält, die für das Catering der Studenten und Angestellten des Colleges sorgen.
Cheneys Downtown beherbergt auch das Cheney Historical Museum, welches Informationen und Artefakte sammelt, bewahrt und ausstellt, die die Geschichte der Bezirke Four Lakes, Marshall, Cheney, Tyler und Amber im südwestlichen Spokane County betreffen. Freiwillige öffnen das Museum zu verschiedenen Zeiten, je nach Saison sowie auf Anfrage; sie sorgen auch für die Forschung an der und die Bewahrung der Sammlung. Als weiterer historischer Ort wird das Sterling-Moorman House entwickelt.
Downtown Cheney ist das regionale Tor zum Columbia Plateau Trail und zum Fish Lake Trail, welche beide die einzigartige Geologie der eiszeitlichen Fluten erkunden lassen.

### Fairchild Air Force Base
Die Fairchild Air Force Base, etwa sieben Meilen (11,2 km) nördlich von Cheney gelegen und 1942 angelegt, spielte eine Schlüsselrolle der US-amerikanischen Verteidigungsstrategie und ihr Personal war substanzieller Bestandteil der Gemeinschaft in Cheney. Ursprünglich als Reparaturstützpunkt im Zweiten Weltkrieg angelegt, hat sie über die Jahre mehrere Verwandlungen erlebt, so zur Bomber-Basis des Strategic Air Command während des Kalten Krieges und zum Stützpunkt einer Luftbetankungseinheit des Air Mobility Command während des Irakkriegs. Heute bilden die Maschinen und das Personal in Fairchild das Rückgrat der luftgestützten Tankerflotte der U.S. Air Force an der Westküste. Fairchilds Lage nördlich von Cheney und zwölf Meilen (19,7 km) westlich von Spokane resultierte aus einem Wettbewerb mit Seattle und Everett im westlichen Washington. Das Kriegsministerium wählte Spokane aus mehreren Gründen: bessere Wetterbedingungen, die Lage 300 Meilen (492,6 km) von der Küste und die Kaskadenkette als natürliche Barriere gegen mögliche japanische Angriffe.
Die Fairchild Air Force Base ist auch das Haupt-Trainingszentrum der United States Air Force für das sogenannte SERE-Training (Survival, Evasion, Resistance and Escape Training; dt. „Überlebens-, Ausweich-, Widerstands- und Fluchttraining“). SERE ist ein Trainingsprogramm des US-Militärs, das am Ende des Koreakrieges entwickelt wurde, um den Angehörigen der Streitkräfte einen Verhaltenskodex (Code of the United States Fighting Force) zu bieten, der Überlebens-Fähigkeiten, Vermeidungsstrategien in Bezug auf Gefangennahme sowie das Verhalten als Gefangene umfasst. Er wurde von der U.S. Air Force entwickelt, doch nach dem Vietnamkrieg auch auf die U.S. Army und die U.S. Navy ausgeweitet. Die SERE-Schule an der Fairchild AFB zielt darauf ab, Flugzeugbesatzungen, Spezialkräfte und andere Militärangehörige, die in gefährlichen Gebieten operieren und daher leicht in Gefangenschaft geraten können, zu trainieren.

## Demographie
Der Bildungsstand der Einwohner von Cheney im Alter von 25 Jahren ist
- Highschool oder höher: 95,6 %
- Bachelor-Abschluss oder höher: 42,3 %
- Hochschulabschluss oder Berufsausbildung: 13,1 %

### Census 2000
Nach der Volkszählung von 2000 gab es in Cheney 8.832 Einwohner, 3.108 Haushalte und 1.529 Familien. Die Bevölkerungsdichte betrug 833,8 pro km². Es gab 3.293 Wohneinheiten bei einer mittleren Dichte von 310,9 pro km².
Die Bevölkerung bestand zu 85,28 % aus Weißen, zu 2,11 % aus Afroamerikanern, zu 1,32 % aus Indianern, zu 6,34 % aus Asiaten, zu 0,35 % aus Pazifik-Insulanern, zu 1,71 % aus anderen „Rassen“ und zu 2,89 % aus zwei oder mehr „Rassen“. Hispanics oder Latinos „jeglicher Rasse“ bildeten 4,35 % der Bevölkerung.
Von den 3108 Haushalten beherbergten 25,7 % Kinder unter 18 Jahren, 34,6 % wurden von zusammen lebenden verheirateten Paaren, 11,8 % von alleinerziehenden Müttern geführt; 50,8 % waren Nicht-Familien. 30,4 % der Haushalte waren Singles und 5,2 % waren alleinstehende über 65-jährige Personen. Die durchschnittliche Haushaltsgröße betrug 2,3 und die durchschnittliche Familiengröße 2,97 Personen.
Der Median des Alters in der Stadt betrug 23 Jahre. 18,2 % der Einwohner waren unter 18, 41 % zwischen 18 und 24, 21,6 % zwischen 25 und 44, 12,9 % zwischen 45 und 64 und 6,2 65 Jahre oder älter. Auf 100 Frauen kamen 88,2 Männer, bei den über 18-Jährigen waren es 85,7 Männer auf 100 Frauen.
Alle Angaben zum mittleren Einkommen beziehen sich auf den Median. Das mittlere Haushaltseinkommen betrug 22.593 US$, in den Familien waren es 37.935 US$. Männer hatten ein mittleres Einkommen von 27.745 US$ gegenüber 23.375 US$ bei Frauen. Das Pro-Kopf-Einkommen betrug 12.566 US$. Etwa 20,1 % der Familien und 30,9 % der Gesamtbevölkerung lebte unterhalb der Armutsgrenze; das betraf 25,4 % der unter 18-Jährigen und 6,7 % der über 65-Jährigen.

### Census 2010
Nach der Volkszählung von 2010 gab es in Cheney 10.590 Einwohner, 3.902 Haushalte und 1.669 Familien. Die Bevölkerungsdichte betrug 957,6 pro km². Es gab 4.183 Wohneinheiten bei einer mittleren Dichte von 378,2 pro km².
Die Bevölkerung bestand zu 81,7 % aus Weißen, zu 4 % aus Afroamerikanern, zu 1,3 % aus Indianern, zu 4 % aus Asiaten, zu 0,4 % aus Pazifik-Insulanern, zu 3,9 % aus anderen „Rassen“ und zu 4,7 % aus zwei oder mehr „Rassen“. Hispanics oder Latinos „jeglicher Rasse“ bildeten 9,3 % der Bevölkerung.
Von den 3902 Haushalten beherbergten 21,7 % Kinder unter 18 Jahren, 28 % wurden von zusammen lebenden verheirateten Paaren, 10,5 % von alleinerziehenden Müttern und 4,3 % von alleinstehenden Vätern geführt; 57,2 % waren Nicht-Familien. 30 % der Haushalte waren Singles und 6,1 % waren alleinstehende über 65-jährige Personen. Die durchschnittliche Haushaltsgröße betrug 2,3 und die durchschnittliche Familiengröße 2,89 Personen.
Der Median des Alters in der Stadt betrug 22,3 Jahre. 14,7 % der Einwohner waren unter 18, 48,6 % zwischen 18 und 24, 17,8 % zwischen 25 und 44, 12,4 % zwischen 45 und 64 und 6,7 65 Jahre oder älter. Von den Einwohnern waren 48,8 % Männer und 51,2 % Frauen.

## Wirtschaft
Einst war Cheney eine aufstrebende Eisenbahn-Stadt und County Seat, heute ist es eine Schlafstadt für Spokane. Viele Menschen, die in Cheney leben, arbeiten in Spokane und kaufen dort ein, während über die Hälfte der Studenten der Eastern Washington University täglich zu den Vorlesungen nach Cheney pendelt. Cheney hat seine eigene wirtschaftliche Charakteristik, die es unterscheidbar macht, aber die Vorzüge und das Wachstum sind eng mit dem größeren Wirtschaftsraum im Binnen-Nordwesten verknüpft. Die Eastern Washington University ist der einzige größere Arbeitgeber in Cheney, gefolgt vom Cheney School District und der Stadtverwaltung. Im privaten Sektor dominiert die Gesundheitswirtschaft die Beschäftigungsbasis, dicht gefolgt von der Landwirtschaft, deren wichtigste Kulturen Weizen, Gerste und Erbsen sind; auch die Heuproduktion ist in diesem Zusammenhang zu nennen.
Da Cheney nur 15 Meilen (24,5 km) südwestlich von Spokane liegt, hat die Stadt einige signifikante Wachstumsschübe seit Mitte und Ende der 1990er Jahre erfahren, die auch heute noch anhalten, weil das Gebiet um Spokane weiterhin wächst. Ein Großteil des Wachstums und der Entwicklung fand im Norden der Stadt statt, wo die Interstate 90 Cheney erreicht. Die I-90 ist die Hauptverbindung zwischen Cheney und Spokane. Über die Jahre hat dieses Gebiet die Entwicklung vieler neuer Geschäfte und Restaurants erlebt, darunter neue Shopping-Center mit einem Safeway-Supermarkt, Pizza Hut, Starbucks Coffee und eine Credit-Union-Genossenschaftsbank. Holiday Inn Express eröffnete kürzlich ein neues Hotel in Cheney. Die Stadt hat das Bevölkerungswachstum im Zusammenhang mit dem Bau von Apartments und Wohnhäusern erlebt.
Die Stadt hofft auf die Anziehung weiterer Firmen und der High-Tech-Industrie, wenn sie ein Glasfaser-Netzwerk etabliert, das letzten Endes alle Geschäfte in der Stadt miteinander verbindet und einen Technology Business Park sich entwickeln lässt. Die Stadt hat kürzlich damit begonnen, die historische Innenstadt zu renovieren und die Innenstadt mit der Universität über eine Fußgängerzone zu verbinden, die sich über mehrere Häuserblocks erstreckt.
Die Eastern Washington University ist die am schnellsten wachsende Universität in Washington; dazu wurden auf dem Campus mehrere neue Gebäude gebaut oder bestehende renoviert. Der Campus wurde aufgewertet und verschönert. Eine Studentenunterkunft wurde gebaut und das Football-Stadion wurde renoviert.

### Lebenshaltungskosten
Die folgenden Lebenshaltungskosten-Indices basieren auf einem landesweiten Durchschnitt, der auf 100 normiert wurde. Ein Wert unter 100 besagt, dass in Cheney geringere Kosten entstehen als im US-Durchschnitt; umgekehrt bedeutet ein Wert über 100 höhere Lebenshaltungskosten in Cheney.
Insgesamt liegt der Lebenshaltungskosten-Index in Cheney bei 94,07.
| Komponente der Lebenshaltungskosten | Cheney | Durchschnitt Vereinigte Staaten |
| ----------------------------------- | ------ | ------------------------------- |
| Insgesamt                           | 94     | 100                             |
| Lebensmittel                        | 105    | 100                             |
| Hilfsmittel                         | 75     | 100                             |
| Verschiedenes                       | 106    | 100                             |

Die mittleren Immobilien-Kosten liegen in Cheney bei etwa 202.400 US$.

## Kunst und Kultur

### Cheney Rodeo Days
Die Cheney Rodeo Days finden jedes Jahr am zweiten Wochenende im Juli statt. Sie sind seit 1967 eines der Jahres-Highlights für die Gemeinde. Das Event wird von der Cheney Rodeo Association veranstaltet. An drei Tagen werden Rodeo-Wettbewerbe auf dem Rodeo Ground gerade nördlich von Cheney abgehalten. Die Cheney Federal Credit Union sponsert das Happy Hoofers Fun Run in Verbindung mit dem Rodeo-Wochenende und die Stadt Cheney hält die Cheney Rodeo Days Parade ab, die durch die Hauptstraße der Innenstadt verläuft und von einem Straßenfest begleitet wird. Das Cheney Rodeo bietet Preisgelder von über 40.000 US$ für die Rodeo-Teilnehmer des National Finals Rodeo. Es ist ein professionelles Rodeo-Event und Teil des Columbia River Prorodeo Circuit, das wiederum Teil der Professional Rodeo Cowboys Association ist, welche professionellen Cowboys die Möglichkeit bietet, sich für das Dodge National Circuit Finals Rodeo zu qualifizieren; potenziell gibt es auch Qualifizierungsmöglichkeiten für das National Finals Rodeo, der Rodeo-Weltmeisterschaft.

### Cheney Farmers’ Market
Der Cheney Farmers’ Market (Bauernmarkt) wird jedes Jahr von Juni bis September dienstags abgehalten. In Downtown Cheney bietet der Markt eine breite Palette regional angebauter und erzeugter Produkte sowie die Werke lokaler Künstler und Kunsthandwerker. Der Markt ermöglicht es der Gemeinde, die örtlich ansässigen Bauern kennenzulernen und etwas über lokale Lebensmittel-Ressourcen zu lernen. Die Bauern wiederum kommen auf den Markt, um der Gemeinde nahezubringen, wie Lebensmittel erzeugt werden und woher sie kommen.

### Eastern Regional Branch des Washington State Archives
Cheney beherbergt die Zweigstelle der Ost-Region des Washington State Archive, welches Archiv- und Akten-Management als Dienstleistung für verschiedene Behörden in den Countys Adams, Asotin, Columbia, Ferry, Garfield, Lincoln, Pend Oreille, Spokane, Stevens, Walla Walla und Whitman anbietet. Die Sammlungen der Ost-Region beinhalten: örtliche Behörden-Akten einschließlich solcher aus den County-Büros der Buchprüfer, der Regierungsassistenten, der Schatzmeister, der Boards of Commissioners sowie aus den Gebietskörperschaften, den Schulbezirken und weiterer Service-Einrichtungen. Nur ein kleiner Prozentsatz der von diesen Behörden erzeugten Akten sind an das State Archive als Archiv-Daten übergeben worden. Sie werden als zu archivieren wegen ihres Wertes als historische und Rechtsakte der Politik-Entwicklung, -Umsetzung und -Auswirkung ausgewählt. Die Übertragung der Akten an das staatliche Archiv ist ein fortlaufender Vorgang. Einige historische Akten verbleiben in den Behörden, die sie erzeugt haben, und warten auf eine Übertragung an das State Archive. Die Sammlungen überbrücken die Jahre von der Territoriums-Periode bis zur Gegenwart und beinhalten Akten des Schul-Zensus, Steuerbewertungs-Papiere, Gerichtsentscheidungen und Fallakten sowie Fotografien, Karten, Flurkarten und Ingenieur-Zeichnungen. Das Archiv-Gebäude steht auf dem Campus der Eastern Washington University.

## Parks und Erholung
Die Stadt Cheney hat eine Reihe bemerkenswerter und gut unterhaltener öffentlicher Parks. Es gibt gegenwärtig sieben öffentliche Parks innerhalb der Stadtgrenzen, außerdem zusätzliches Land für zwei oder mehr künftig anzulegende Parks, das das gegenwärtige starke Wachstum der Stadt berücksichtigt. Die bestehenden Parks sind:
- City Park – Picknick- und Barbecue-Plätze, Spielplatz und Toiletten
- Centennial Park – zwei Fußball-Felder, Picknick- und Barbecue-Plätze, Hufeisengrube
- Hagelin Park – Picknick- und Barbecue-Plätze, Spielplatz, Toiletten, Freibad, Tennis-, Volleyball- und Fußballplätze
- Hibbard Park – Basketballplatz und Spielplatz
- Moos Field – zwei Baseball-Felder, ein Fußballplatz und Toilettenanlagen
- Salnave Park – zwei Fußball-, zwei Softball- und ein Baseballfeld, Spielplatz, Basketball- und Tennisplätze, Toiletten sowie Picknick- und Barbecue-Plätze
- Sutton Park – Spielplatz, Toiletten und ein Pavillon

### Naherholung
Die Stadt Cheney bietet eine Palette an Erholungsmöglichkeiten in Ergänzung zu den oben aufgeführten Parkanlagen. Diese Möglichkeiten und Aktivitäten werden von einer Koalition aus Stadt- und County-Verwaltung sowie lokalen gemeinnützigen Vereinen verwaltet. Die Aktivitäten reichen von Basketball, Baseball, Softball-Übungen, Karate, Tagescamps sowie Kunst- und Kunsthandwerkkursen für die Jugend bis zu Sportligen für Erwachsene und Bildungs- und Natur-Exkursionen für Senioren; ergänzt werden sie durch ein Sommerkonzert und Filmvorführungen im Sutton Park. Die Erholungsmöglichkeiten der örtlichen Vereine umfassen:
- EWRA Hurricane Swim Team (Schwimmen)
- Cheney Cooperative Preschool (Kindergarten)
- Cheney Storm Soccer Club (Fußball)
- West Plains Little League Association (Baseball und Softball)
- Spokane Youth Sports Association (Fußball und Baseball)
- Hunter Safety Courses (Jagd)
- Boy Scouts / Girl Scouts (Freizeitgestaltung für Jungen und Mädchen)

### Columbia Plateau Trail State Park
Der Columbia Plateau Trail State Park ist ein 16,6 km² großer, 210 km langer Trail auf einem Gleisbett, das auf der 1908 gebauten Spokane, Portland and Seattle Railway verläuft, und zwar von den Außenbereichen von Cheney bis zum Gebiet der Tri-Cities (Pasco, Richland und Kennewick). Die Route ist am besten über Cheney zu erreichen; entlang des Weges gibt es weniger zugängliche Einstiegspunkte. Die Route ist von der Geschichte durchdrungen, es gibt mehrere Informations-Kioske. Schöne Ausblicke belohnen den Besucher auf der teilweise herausfordernden Wanderung. Aktuell werden 23 Meilen (37,8 km) des Trails zwischen dem Lincoln County und Cheney ausgebaut und für die Öffentlichkeit zugänglich gemacht. Mögliche Aktivitäten auf dem Trail sind Wandern, Radwandern, Reiten, Inline-Skating, Naturbeobachtung, Vogelbeobachtung, Cross-Country-Skifahren und Schneeschuhlaufen. Die Beobachtung der wildlebenden Tiere ist entlang des Columbia Plateau Trail sehr beliebt, wo er über 7,8 km das Turnbull National Wildlife Refuge durchquert. Viele große Tiere wie Hirsche, Wapitis und Elche können beobachtet werden. Es sind mehr als 200 Vogelarten nachgewiesen worden und das Gebiet ist für die durchziehenden Trompeterschwäne berühmt. Die besten Zeiten für die Naturbeobachtungen sind der frühe Morgen und der Abend. Der Frühjahrszug findet von Mitte März bis Mitte Mai statt, während der Herbstzug von September bis November zu beobachten ist. Die Wanderung durch das Schutzgebiet genießend, kann man sich an vielen Informationstafeln über die Tier- und Pflanzenwelt, die eiszeitlichen Fluten und die Feuchtgebiete informieren. Der Trail ist für Wanderer und Radfahrer sowie – in naher Zukunft – für Reiter offen.

#### Geschichte
In den frühen 1900er Jahren baute die Spokane, Portland and Seattle Railway, ein Joint Venture der Great Northern Railway und der Northern Pacific Railway Company, ein Gleisbett, das später aufgegeben wurde und jetzt zum Columbia Plateau Trail State Park wurde. Die Eisenbahngesellschaft, welche nie tatsächlich an die Linie von Portland nach Seattle angebunden wurde, betrieb den Dampf- und später Diesellok-Verkehr über mehr als 50 Jahre. Es hieß, der Eigentümer, James Hill, vermarktete die Bahn als Verbindung nach Seattle, nur um Konkurrenten irrezuführen. Die Burlington Northern Company betrieb die Linie viele Jahre danach, bis sie sie 1987 aufgab. Die State Parks erwarben das Land 1991. Zurückgebliebene Reservoirs, Wasserbehälte und Unterkünfte der Eisenbahnarbeiter sowie weiterer sind abschnittsweise auf dem Trail sichtbar. Die Trestle-Brücke über den Burr Canyon, erbaut 1908, ist als historische Sehenswürdigkeit im Bundesstaat und den Vereinigten Staaten registriert.

### Turnbull National Wildlife Refuge
Das Turnbull National Wildlife Refuge wurde 1937 durch eine Executive Order von Präsident Franklin D. Roosevelt eingerichtet. Das Schutzgebiet liegt etwa 10 km südlich von Cheney an der Ostgrenze des Einzugsgebietes des Columbia River (Columbia Basin). Es befindet sich innerhalb der „Channeled Scablands“, einem durch glaziale Fluten am Ende der letzten Kaltzeit geformtes Gebiet. Die Ausweisung erfolgte zum Schutz der Zugvogelbruten und anderer wildlebender Tiere; es umfasst etwa 65 km² der Channeled Scablands. Das das Schutzgebiet dominierende Ökosystem ist im National-Wildlife-Refuge-System einzigartig und zeigt Charakteristiken, die es von Naturschutzgebieten weltweit unterscheiden. Die mächtigen Kräfte von Vulkanismus, Vergletscherung und die größte Flut in der geologischen Vergangenheit haben gemeinsam eine eigenartige Landschaft geschaffen. Die Kombination von basaltischen Ergüssen, kanalartigen Canyons und Gelb-Kiefer-Wäldern schuf eine Landschaft mit mehr als 130 Marschen, Feuchtgebieten und Seen, von ästhetischer Schönheit und großen Lebensraum-Qualitäten. Die Ökosysteme des Schutzgebiets repräsentieren einen ökologischen Wandel von trockenen, von Salbei-Büschen durchdrungenen Grasländern des Columbia Basin bis zu den bewaldeten Selkirk und Bitterroot Mountains, die im Osten aufragen. Die 12 km² Feuchtgebiete im Turnbull NWR repräsentieren einige der letzten verbliebenen geeigneten Bruthabitate in Ost-Washington für Wasservögel, die erschreckende Rückgänge der Populationen quer durch Nordamerika erleben mussten, weil ihre Brut-, Wander- und Überwinterungshabitate verloren gingen.

### Naherholungsangebote
Es gibt vielfältige Angebote und Events für die Naherholung in der Umgebung von Cheney, darunter:
- Golf auf dem Fairway’s Golf Course, 8 km nordwestlich von Cheney; der Fairway's ist ein 72-Bahnen-, 18-Loch-Meisterschafts-Golfplatz im Links-Stil
- Lilac Bloomsday Run – ein 12,25 km langer Straßenlauf in Spokane, der jedes Jahr am ersten Sonntag im Mai veranstaltet wird; nach Aussagen der Organisatoren mit mehr als 60.000 Teilnehmern der größte Straßenlauf der Welt
- Spokane Hoopfest – das weltgrößte 3 auf 3 Freiland-Basketball-Turnier; jedes Jahr am letzten Juni-Wochenende in Downtown Spokane veranstaltet; jedes Jahr nehmen 6.000 Teams mit über 24.000 Sportlern teil
- Snow skiing auf vier verschiedenen örtlichen Ski-Gebieten: Mount Spokane Ski and Snowboard Park, 49 Degrees North Ski Area, Schweitzer Mountain und Silver Mountain (Idaho).
- Wildwasser-Rafting, -Kayakfahren und -Hiking im Riverside State Park; der Park liegt etwa 16 km östlich von Cheney und bietet viele Outdoor-Erholungsmöglichkeiten; zu finden sind eine einzigartige Serie von Basalt-Formationen im und oberhalb des Spokane River, welche exzellente Wildwasser- und Kletter-Möglichkeiten bieten

## Legislative und Exekutive
Die Legislative der City of Cheney wird als Bürgermeister-Stadtrat-Konstrukt (strong mayor-council) geführt. Der Bürgermeister wird alle vier Jahre von der ganzen Stadt in einem Blockvotum gewählt; der siebenköpfige Stadtrat wird gleichfalls für eine vierjährige Amtszeit gewählt. Der Bürgermeister fungiert als Chief Executive Officer (CEO) und der Stadtrat als Legislative.
Der Stadtrat tritt jeden zweiten und vierten Dienstag im Monat um 18:00 Uhr zusammen. Die Sitzungen werden in den City Council Chambers im Rathaus (609 Second Street) abgehalten. Eine Agenda der künftigen Stadtratssitzungen wird im Rathaus am Freitag vor der regulären Sitzung veröffentlicht. Cheneys aktuell gewählte Offizielle sind:

### Bürgermeister
- Chris Grover

### Stadtrat
- Ryan Gaard
- Dan Hilton
- Doug Nixon
- Teresa Overhauser
- Paul Schmidt
- John Taves
- Jill Weiszmann

Der Stadtrat trifft finanzielle Entscheidungen bezüglich politischer und fiskalischer Inhalte und wird durch eine Reihe beratender Ausschüsse unterstützt, die da sind:
- Planning Commission: Eine Kommission aus sieben von Stadtrat und Bürgermeister gewählten Mitgliedern, die mit den Angelegenheiten der langfristigen Planung und des Stadtwachstums betraut sind.
- Parks Board: Eine Kommission aus sieben von Stadtrat und Bürgermeister gewählten Mitgliedern, welche die Erholungsbedürfnisse in der Gemeinde identifizieren, politische Empfehlungen bezüglich der Parks und Erholungs-Aktivitäten abgeben und Vorschläge der Verwaltungsangestellten sichten soll.
- Youth Commission: Die Jugend-Kommission setzt sich aus Highschool- und Junior-Highschool-Studenten zusammen, die Stadtrat und Bürgermeister in die Jugend in der Gemeinde betreffenden Angelegenheiten beraten sollen.
- Historic Preservation Commission: Eine Kommission aus sieben von Stadtrat und Bürgermeister gewählten Mitgliedern, die mit der Identifikation und Erhaltung der kulturellen Ressourcen der Gemeinde durch Inventarisierung und Registrierung der historischen Plätze betraut ist.

### Abteilungen und Verwaltungsangestellte
Die aktuelle Verwaltung untersteht einem Verwaltungsdirektor für verschiedene Abteilungen:
- Community Development Department (Stadtentwicklung)
- Finance Department (Kämmerei)
- Fire Department (Brandschutz)
- Light Department (Straßenbeleuchtung)
- Municipal Court (Amtsgericht)
- Parks & Recreation Department (Parks und Erholung)
- Police Department (Polizei)
- Public Works Department (öffentliche Dienstleistungen wie Straßenreinigung)

Regulär geplante Sitzungen zwischen den Abteilungen werden zur Koordination der Aktivitäten von Cheneys Legislative und Exekutive abgehalten. Cheneys Abteilungsleiter in der Verwaltung sind:
- Mark Schuller, City Administrator (Verwaltungsleiter)
- die Stelle für Personal ist unbesetzt
- LaRayne Connelly, Executive Secretary
- John Hensley, Chief of Police (Polizeichef)
- Cynthia Niemeier, Director of Finance (Kämmerei)
- Todd Ableman, Public Works (öffentliche Dienstleistungen)
- Steve Boorman, Light Department (Straßenbeleuchtung)
- Terri Cooper, Court Administrator (Gerichtsverwalter)

### Bundesstaat
Bezüglich der Legislative des Staates Washington liegt Cheney im 6. Wahlbezirk. Es wird gegenwärtig vom Republikaner Michael Baumgartner im Senat und von den Republikanern Kevin Parker und Jeff Holy im Repräsentantenhaus vertreten.

### Vereinigte Staaten
Cheney liegt im 5. Kongressbezirk von Washington für die Repräsentanz im Kongress der Vereinigten Staaten. Der 5. Kongressbezirk von Washington hat einen Cook Partisan Voting Index von R+7 und wird im Repräsentantenhaus durch die Republikanerin Cathy McMorris Rodgers und im Senat von zwei Demokraten, Patty Murray und Maria Cantwell, vertreten.

## Bildung

### Cheney School District
Die Grund- und weiterführenden öffentlichen Schulen in Cheney werden vom Cheney School District betrieben; sie geben jährlich 5.688 US$ pro Schüler/Student aus. Die durchschnittlichen Kosten für jeden Schüler in den Vereinigten Staaten betragen 6.058 US$. Das Lehrer-Schüler-Verhältnis in Cheney beträgt etwa 1:25 … 30. Der Bezirk unterhält sieben Schulen sowie ein Partnerschaftsprogramm, das den Eltern ermöglicht, ihre Kinder vom Kindergarten bis zur 8. Klasse selbst zu unterrichten.

### Eastern Washington University

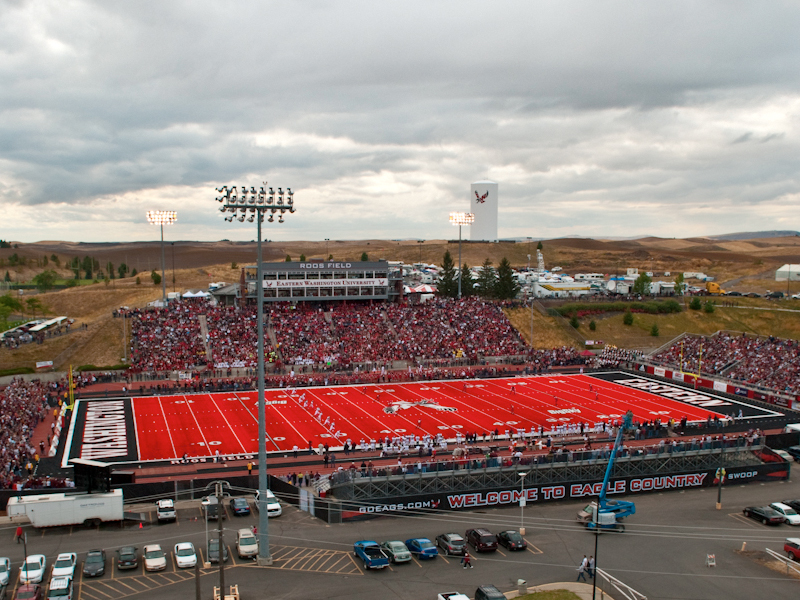
Roos Field

Als Benjamin P. Cheney Academy 1882 gegründet, öffnete sie ihre Tore für mehr als 200 Studenten. Eine generöse Spende von 10.000 US$ (heute inflationsbereinigt 320.000 US$) von Benjamin P. Cheney, einem wohlhabenden Eisenbahn-Tycoon, erfüllte letztendlich die Träume der Bürger von Cheney, die lange nach einem Institut für die höhere Bildung in ihrer Gemeinde verlangten.
Die Akademie wurde 1889 zur Washington State Normal School at Cheney, im selben Jahr, in dem Washington den Vereinigten Staaten beitrat. Die Schule wurde stolz als eine Institution „for the purpose of instruction of persons, both male and female, in the art of teaching the various branches that pertain to a good common school“ (dt. etwa „zum Zweck der Unterweisung von Personen, Männern wie Frauen, in die Kunst des Unterrichts der verschiedenen Fächer, die eine gute allgemeine Schule betreffen“) bezeichnet. Mit der Zeit wurde aus der Schule 1937 das Eastern Washington College of Education, als sie bereits eine voll akkreditierte vierjährige Abschluss-erteilende Institution mit mehreren Hauptfächern war. Der Campus wuchs in den Jahrzehnten nach dem Zweiten Weltkrieg schnell hinsichtlich der Größe und der angebotenen Studiengänge. 1961 wurde der Name erneut geändert, diesmal zu Eastern Washington State College. Es wurde zunehmend evident, dass die Region Fachkräfte auf vielen Gebieten brauchte: In Reaktion darauf unterbreitete die EWU eine breite Palette von Bachelor- und Master-Studiengängen. Schließlich wurde 1977 der Name durch den Bundesstaat in Eastern Washington University geändert.
Die Eastern Washington University ist heute eine regionale allgemeinbildende öffentliche Universität, die Studiengänge auch in Bellevue, Everett, Kent, Seattle, Shoreline, Spokane, Tacoma, Vancouver und Yakima anbietet. Die EWU wuchs und entwickelte sich zu einer treibenden Kraft für Kultur, Wirtschaft und Lebenskraft des Binnen-Nordwestens. Der schöne Campus der Universität, die Sportler der NCAA Division I und die Möglichkeiten für praxisnahes Lernen bieten eine klassische, bisher einzigartige College-Erfahrung. Ein Fokus auf persönliche Aufmerksamkeit, exzellente Lehre und gemeinschaftliche Zusammenarbeit erlaubt der EWU, ihre Mission hinsichtlich allseits gebildeter und geerdeter Studenten, die ihren Neigungen entsprechend Karriere machen, zu erfüllen. Die Universität ist heute Washingtons am schnellsten wachsende öffentliche Institution, die ein Verhältnis von 24:1 bei Lehrangeboten:Studenten erreicht. Dieses Momentum kann auch unter dem Gesichtspunkt struktureller Veränderungen auf dem Campus gesehen werden, zu denen die Renovierung des Woodward Stadium, das Gebäude des Washington State Digital Archives, das neue Washington State Patrol Regional Crime Laboratory und die neue School of Computing and Engineering Sciences gehören.

### Bibliotheken
Cheney wird von zwei Bibliotheken versorgt:
- Die Cheney Library ist eine öffentliche Bibliothek, eine Zweigstelle des Spokane County Library District, welcher ein regionales Netzwerk von zehn Bibliotheken mit einem ständigen Bestand von 400.000 Medien und einem Personalbestand von 164 Angestellten ist.
- Die John F. Kennedy Library an der Eastern Washington University ist eine universitäre Forschungsbibliothek mit einem Personalbestand von 42 Angestellten. Sie unterstützt Lehre und Forschung einer wichtigen regionalen Universität, die Bachelor- und Master-Studiengänge zusammen mit Forschung und Lehre für die umliegenden Städte und Gemeinden anbietet.

## Infrastruktur

### Gesundheit
Cheney wird medizinisch und zahnmedizinisch von zwei Kliniken und vier Zahnärzten versorgt. Die nächstgelegenen (drei) Krankenhäuser befinden sich in Spokane.

### Verkehr

#### Hauptstraßen
- Interstate 90
- U.S. Highway 2
- U.S. Highway 195
- Washington State Route 904 (Lt. Col. Michael P. Anderson Memorial Highway)

#### Flughäfen
- Spokane International Airport – der internationale Flughafen etwa 16 km nordöstlich von Cheney wird von acht Haupt-Fluggesellschaften und drei international tätigen Luftfrachtunternehmen angeflogen.
- Felts Field – der Flughafen für die Allgemeine Luftfahrt in Spokane, etwa 40 km nordöstlich von Cheney, hat zwei getrennte Start- und Landebahnen und eine Wasserbahn für Wasserflugzeuge.

#### Öffentlicher Nahverkehr
- Spokane Intermodal Center – Verkehrsknoten mit Amtrak-Bahnhof und Greyhound-Busbahnhof in Downtown Spokane, etwa 26 km nordöstlich von Cheney
- Der öffentliche Nahverkehr wird durch die Spokane Transit Authority sichergestellt, die drei feste Linien von Cheney zu anderen Zielen in der Region anbietet. Ein Paratransit Service wird für solche Menschen angeboten, deren Behinderungen ihnen keinen Zugang zu den Linien ermöglichen.

## Persönlichkeiten
- Lt. Col. Michael P. Anderson (25. Dezember 1959 bis 1. Februar 2003) starb als Besatzungsmitglied des Space Shuttle Columbia during its disastrous re-entry im Februar 2003 (siehe STS-107). Nach dem Unglück wurde ein Abschnitt der Washington State Route 904 zwischen Four Lakes und Cheney nach ihm benannt.
- Steve Emtman (* 16. April 1970) ist ein ehemaliger Spieler der NFL-Mannschaften Washington Redskins, Dallas Cowboys, Miami Dolphins und Chicago Bears. Geboren in Spokane wuchs er in Cheney auf und schloss die Cheney High School 1988 ab.
- Linda Johns (* 1960) ist die Autorin der Hannah-West-Kinder-Mystery-Serie, die in Seattle spielt. Sie wuchs in Cheney auf und absolvierte 1978 die Cheney High School.
- Clarence D. Martin (29. Juni 1887 bis 11. August 1955) diente zwei Amtsperioden als demokratischer Gouverneur von Washington von 1933 bis 1940. Von 1928 bis 1936 war Martin Bürgermeister von Cheney.
- Dallas Lynn Peck (1929–2005), bekannt als Geologe und Vulkanologe, wurde in Cheney geboren. Peck war Direktor der U.S. Geological Survey von 1981 bis 1993.
- Todd McFarlane (* 16. März 1961), Comiczeichner und -schreiber lebte eine Weile in Cheney, bevor er mit Werken wie The Incredible Hulk und The Amazing Spider-Man bei Marvel Comics berühmt wurde.
- Lee Watkinson (* 1966), Pokerspieler

## Orte im National Register of Historical Places
- - Cheney Interurban Depot – aufgenommen 1979: auch als Cheney Care Center bekannt, befindet sich in 505 2nd Street
  - Cheney Odd Fellows Hall – aufgenommen 1990; befindet sich in 321 First Street
  - City of Cheney Historic District – aufgenommen 2001
  - Dybdall Gristmill – aufgenommen 1976; auch als Chapman Lake Mill bekannt, befindet sich etwa 16 km südlich von Cheney am Chapman Lake
  - Italian Rock Ovens – aufgenommen 1976; befindet sich südlich von Cheney
  - Northern Pacific Railway Depot – aufgenommen 1990; auch als Burlington Northern Depot bekannt, befindet sich in 506 Front Street
  - Sutton Barn – aufgenommen 1975; auch als Red Barn bekannt
  - Turnbull Pines Rock Shelter – aufgenommen 1975; bedeutende Perioden: 1499–1000 v. Chr., 1800–1824, 1825–1849, 1850–1874, 1875–1899
  - Washington State Normal School at Cheney Historic District – aufgenommen 1992; auch bekannt als Eastern Washington University Historic District